# Leuchtenberg
Leuchtenberg er en kommune i Landkreis Neustadt an der Waldnaab i Regierungsbezirk Oberpfalz i den tyske delstat Bayern. Den er en del af Verwaltungsgemeinschaft Tännesberg.

## Geografi
Leuchtenberg ligger syd for Weiden i Naturpark Nördlicher Oberpfälzer Wald.
I nærheden af Leuchtenberg er smukke dale med de små floder Pfreimd, Lerau og Luhe.

### Inddeling
Kommunen består ud over Leuchtenberg af disse landsbyer og bebyggelser: Bernrieth, Burgmühle, Döllnitz, Hermannsberg, Kleinpoppenhof, Kleßberg, Lerau, Leuchtenberg, Lückenrieth, Michldorf, Preppach, Sargmühle, Schmelzmühle, Schönmühle, Steinach, Unternankau, Wieselrieth og Wittschau.

## Historie
Leuchtenberg er nævnt første gang i 1124 . Byen var hjemsted for Landgreverne von Leuchtenberg, og kom i 1714 under Kurfyrstedømmet Bayern, da slægten Leuchtenberg var uddød.
Den nuværende kommune blev dannet i 1818.
I 1842 blev en stor del af byen ødelagt ved en brand.
Ovenfor Leuchtenberg ligger Borgruinen Leuchtenberg. der er en af de bedst bevarede borgruiner i Oberpfalz. Der afholdes hvert år fra maj til august Borgfestspil og 3. søndag i advent Borgjul. Borganlægget er den mest besøgte friluftscene i Oberpfalz.
Leuchtenberg fik i 1992 Europa Nostra-prisen for den vellykkede sanering af den gamle bykerne.